# Darington Hobson
Darington O'Neal Hobson (nacido el 29 de septiembre de 1987 en Las Vegas, Nevada) es un jugador de baloncesto estadounidense que, con 2,01 metros de estatura, juega en la posición de alero. 

## Trayectoria deportiva

### High School
Hobson asistió al Instituto Western durante su año freshman (primero), antes de trasladarse al Instituto Alief Hastings en Houston, Texas. A los quince años se cambió a la Gulf Shores Academy, donde recibió el apodo de "Butta". Hobson continuó mudándose, esta vez hasta California, donde asistió a su cuarto instituto, el Calvary Baptist Christian. Por último, marchó al Decatur Christian en Illinois, donde promedió 19 puntos, 12 rebotes y 7 asistencias por partido.

### Universidad
Hobson jugó al baloncesto durante dos años en el College of Eastern Utah de la National Junior College Athletic Association. El primer año promedió 18.4 puntos y 8.3 rebotes y lideró al equipo a un balance de 17-15. Fue incluido en el tercer equipo del All-American de la NJCAA. En su segunda campaña firmó 15.2 puntos y 8.7 rebotes, y su mejor actuación la realizó ante Western Wyoming con 35 puntos.
Una vez finalizada su segunda temporada en el CEU, Hobson fue trasladado a la Universidad de New Mexico. Tras llegar a New Mexico, Hobson rompió a llorar y dijo: "Uno siempre desea estar aquí y jugar a este nivel. Cuando llegué, me senté en mi habitación y agradecí a Dios y lloré durante un par de horas, porque por fin llegué al lugar donde siempre quise estar". Hobson no decepcionó, convirtiéndose en el primer jugador en liderar a los Lobos en puntos (15.9), rebotes (9.3) y asistencias (4.6) durante una temporada. Fue nombrado mejor jugador y mejor novato de la Mountain West Conference, siendo el único jugador en la historia en lograr ambos reconocimientos en el mismo año. También fue incluido en el mejor quinteto de la conferencia y entre los 26 finalistas para el Premio John R. Wooden. El 29 de marzo de 2010, Hobson fue seleccionado en el tercer equipo del All-American por Associated Press, el primer lobo en conseguirlo desde Danny Granger en 2005.

#### Estadísticas
| Temporada | Equipo           | Partidos | Pts. | Reb. | Asts. | Rob. | Tap. | %TC  | %T3  | %TL  | Min. | Pér. |
| --------- | ---------------- | -------- | ---- | ---- | ----- | ---- | ---- | ---- | ---- | ---- | ---- | ---- |
| 2009–10   | New Mexico Lobos | 35       | 15.9 | 9.3  | 4.6   | 1.3  | 0.4  | .440 | .361 | .653 | 33.6 | 3.0  |

### Profesional
Fue seleccionado por Milwaukee Bucks en la 37.ª posición del Draft de la NBA de 2010. El 3 de septiembre de 2010 firmó su primer contrato profesional con los Bucks, aunque fue cortado por el equipo el 2 de diciembre de 2010, debido a una lesión. Más tarde volvió a firmar con los Bucks para la temporada 2011-12, pero en febrero de 2012 fue despedido nuevamente.
El 1 de enero de 2013, Hobson firmó por los Santa Cruz Warriors de la NBA D-League.
El 29 de agosto de 2013, los Delaware 87ers adquirieron los derechos de Hobson en el Draft de expansión de la Liga de Desarrollo de la NBA de 2013.
En septiembre de 2014, Hobson firmó con UniCEUB/BRB de Brasil en la temporada 2014-15, con el que disputó 6 partidos. 
El 27 de enero de 2015, firmó por los Santa Cruz Warriors de la NBA D-League, después de que sus derechos fueran devueltos al equipo al Delaware 87ers el 21 de enero.  El 26 de abril de 2015, ganó el campeonato de la NBA D-League con los Warriors.
El 2 de noviembre de 2015, Hobson fue readquirido por Santa Cruz Warriors.
El 25 de mayo de 2016, Hobson firmó con Guangxi Weizhuang Rhinos de la NBL china. Cuatro días después, hizo su debut en una derrota por 112–95 contra Hebei Xianglan, registrando 30 puntos, 13 rebotes, cuatro asistencias y un robo en 34 minutos.
El 29 de enero de 2018, Hobson firmó con Panionios BC de la A1 Ethniki de Grecia. Sin embargo el jugador nunca se sumó al plantel oficialmente, por lo que el 2 de marzo terminó incorporándose al Rethymno BC de la misma liga.
El 28 de noviembre de 2018, Hobson firmó un contrato con Fiat Torino de la Lega Basket Serie A italiana.
El 5 de diciembre de 2019, Hobson firmó con los Illawarra Hawks de la Liga Nacional de Baloncesto de Australia como reemplazo por lesión de Aaron Brooks, en el que promedió 5,9 puntos, 4,2 rebotes y 3,9 asistencias por partido. 
El 11 de octubre de 2020, Hobson firmó con Perñarol de la Liga Nacional de Básquet argentina. Sin embargo, once días después se supo que el jugador no se incorporaría al club.
En 2021, firma por el Khaneh Khuzestan de la liga de baloncesto de Irán.
En enero de 2022, firma por el Minas Tênis Clube de la Novo Basquete Brasil.

## Estadísticas de su carrera en la NBA

### Temporada regular
| Año     | Equipo    | PJ | PT | MPP | %TC  | %3P  | %TL  | RPP | APP | ROB | TPP | PPP |
| ------- | --------- | -- | -- | --- | ---- | ---- | ---- | --- | --- | --- | --- | --- |
| 2011-12 | Milwaukee | 5  | 0  | 7.8 | .154 | .000 | .000 | .6  | 1.2 | .0  | .0  | .8  |
| Total   | Total     | 5  | 0  | 7.8 | .154 | .000 | .000 | .6  | 1.2 | .0  | .0  | .8  |